# Hyndtjärnen, Västmanland
Hyndtjärnen är en sjö i Lindesbergs kommun i Västmanland och ingår i Norrströms huvudavrinningsområde. Sjön är 6 meter djup, har en yta på 0,02 kvadratkilometer och är belägen 269 meter över havet.